# Rhizoecus arabicus
Rhizoecus arabicus är en insektsart som beskrevs av Hambleton 1976. Rhizoecus arabicus ingår i släktet Rhizoecus och familjen ullsköldlöss. Inga underarter finns listade i Catalogue of Life.